# Струмок Постолова
Струмок Постолова — річка в Україні, протікає через с. Райки, с. Люлинці та Глинськ Калинівської міської громади Хмільницького району Вінницької області. Права притока р. Постолова, басейн Південного Бугу. Впадає у р. Постолова за 18 км від гирла, довжина — 21 км. Площа басейну — 238 км².

## Розташування
Бере початок на південно-східній околиці села Молодіжне. На північній околиці села Бережани впадає у річку Постолову, ліву притоку Південного Бугу.
- На північно-східній стороні від початку витоку струмка на відстані приблизно 172,63 м пролягає автошлях Т 0238 (автомобільний шлях територіального значення у Вінницькій області. Пролягає територією Козятинського та Хмільницького районів через Махнівка—Уланів).
- У XIX столітті на річці існувало багато водяних млинів[1].

## Притоки
- Річка без назви — права притока. Довжина - 6 км, площа басейну - 15,1 км². Бере початок на північно-східній стороні від села Кустівці. Тече переважно на південний схід понад селом Малі Кутища, через село Великі Кутища і впадає у Струмок Постолова на південно-західній околиці села Люлинці за 10 км від його гирла.

- Річка без назви — права притока. Довжина - 6,5 км, площа басейну - 14,5 км². Бере початок на південній околиці с. Вишневе, тече переважно на південний схід понад селом Панасівка і впадає у Струмок Постолова на північно-західній околиці села Глинськ за 6 км від його гирла.

- Річка без назви — права притока. Довжина - 6 км, площа басейну - 23,8 км². Протікає через село Лемешівка і впадає у Струмок Постолова за 13 км від його гирла.

- Волок — ліва притока.